# 박희정 (1991년)
박희정 (1991년 ~ )은 대한민국의 배우이자 모델이다. 

## 드라마
- 2022년 넷플릭스 오리지널 드라마 《더 패뷸러스》